# Раймонд Арройо
Рэймонд Арройо (англ. Raymond Arroyo; родился 25 сентября 1970, Новый Орлеан, Луизиана, США) — американский журналист и продюсер, писатель. Новостной директор и ведущий католической телесети EWTN. Создатель и ведущий новостного журнала The World Over Live, который транслируется 500 AM/FM-радиостанциями по всей территории США. Арройо также является автором самой продаваемой серии Will Wilder (Random House/Crown) для молодых читателей.

## Биография
Арройо родился в Новом Орлеане, штат Луизиана. Окончил Школу искусств Тиша Нью-Йоркского университета. Арройо живёт в Северной Виргинии с женой Ребеккой и тремя детьми.

## Карьера
Арройо работал в Associated Press, New York Observer, а также в команде политических обозревателей Evans, Novak, Hunt & Shields. Его работы публиковались Newsweek, The Wall Street Journal, The Washington Times, Financial Times и National Catholic Register.
Написанная Арройо книга Mother Angelica: The Remarkable Story of a Nun, Her Nerve, and a Network of Miracles, биография основателя телесети EWTN Матери Анджелики, вошла в списки бестселлеров New York Times, как и каждая из его следующих книг. Он также является редактором книг Mother Angelica's Little Book of Life Lessons and Everyday Spirituality, Mother Angelica's Private and Pithy Lessons from the Scriptures и The Prayers and Personal Devotions of Mother Angelica, coавтором книги Of Thee I Zing: America's Cultural Decline from Muffin Tops to Body Shots и серии детских книг про Уилла Уайлдера.
Арройо известен как ведущий новостной программы EWTN The World Over Live, где он регулярно беседует с ведущими фигурами дня. Именно Арройо взял единственное интервью на английском языке у кардинала Йозефа Ратцингера, который позже стал Папой Бенедиктом XVI. Также Арройо брал интервью у Мела Гибсона на съёмках фильма «Страсти Христовы», кандидатов в президенты, Пласидо Доминго и судей Верховного суда.
Он участник таких популярных шоу как Today, Good Morning America, Access Hollywood, The O'Reilly Factor, Erin Burnett Out Front, CNN Headline News и других. Арройо — частый гость, а иногда и замещающий ведущий радиошоу The Laura Ingraham Show.